# 怪笑小說
《怪笑小說》是日本作家東野圭吾的黑色幽默小說集，也是「〇笑小說系列」的第一本小說。本書之短篇原本在新潮社發行的月刊小說雜誌小說新潮刊載，自1993年~1995年。1995年10月由集英社發行單行本，1998年8月集英社發行了文庫版。
本書作者對社會細膩觀察後，以較為搞笑的文筆，檢視人生百態。

## 出版書籍
| 出版社       | 出版日期       | 格式   | 頁數  | ISBN                   | 譯者   |
| ------------ | -------------- | ------ | ----- | ---------------------- | ------ |
| 集英社       | 1995年10月26日 | 單行本 | 237頁 | ISBN 978-4-08-774168-1 | 不適用 |
| 集英社       | 1998年8月20日  | 文庫本 | 287頁 | ISBN 978-4-08-748846-3 | 不適用 |
| 朝鮮 (地區)  | 2007年9月12日  | 平裝書 | 281頁 | ISBN 978-895-883046-7  |        |
| 獨步文化     | 2010年7月16日  | 平裝書 | 248頁 | ISBN 978-986-656-256-3 | 林佩瑾 |
| 南海出版公司 | 2011年2月      | 平裝書 | 210頁 | ISBN 978-754-425039-9  | 李盈春 |

### 改編漫畫
本書的短篇在不同年份由不同漫畫家改編成漫畫，曾收錄登在宙出版的漫畫期刊中，各標題《東野圭吾ミステリー 快笑小説》、《東野圭吾The BEST》、《東野圭吾The BEST 犯人のいない殺人の夜》、《東野圭吾The BEST 怪しい人びと》；和秋田書店的漫畫期刊，各標題《東野圭吾コミック傑作選》、《東野圭吾ミステリー 2》、《東野圭吾ミステリーコミックセレクション》中。
|                    | 漫畫家                 | 出版社                     | 期刊                     | 出版日期               | 書籍編碼               |
| ------------------ | ---------------------- | -------------------------- | ------------------------ | ---------------------- | ---------------------- |
| 積鬱電車           |                        | 宙出版                     |                          | 2006年10月10日         | ISBN 978-4-77-672071-3 |
| 積鬱電車           |                        | 宙出版                     | 2013年7月29日            | ISBN 978-4-77-673558-8 |                        |
| 一徹老爹           |                        | 宙出版                     |                          | 2006年10月10日         | ISBN 978-4-77-672071-3 |
| 一徹老爹           | 秋田書店               | Suspiria Mystery 1月增刊   | 2009年12月14日           | ASIN B002ZHYKH0        |                        |
| 一徹老爹           | 宙出版                 |                            | 2014年7月25日            | ISBN 978-4-77-673799-5 |                        |
| 逆轉同窗會         |                        | 宙出版                     |                          | 2006年10月10日         | ISBN 978-4-77-672071-3 |
| 逆轉同窗會         | 秋田書店               | Suspiria Mystery 7月號附錄 | 2009年5月24日            | EAN 4910041550791      |                        |
| 逆轉同窗會         | 秋田書店               | Suspiria Mystery 1月增刊   | 2009年12月14日           | ASIN B002ZHYKH0        |                        |
| 超狸貓理論         |                        | 秋田書店                   | Suspiria Mystery 1月增刊 | 2009年12月14日         | ASIN B002ZHYKH0        |
| 超狸貓理論         | Suspiria Mystery 2月號 | 秋田書店                   | 2010年12月24日           | EAN 4910041550210      |                        |
| 超狸貓理論         |                        | 秋田書店                   | 2012年6月28日            | ISBN 978-4-25-324176-2 |                        |
| 屍台社區           |                        | 秋田書店                   | Suspiria Mystery 1月增刊 | 2009年12月14日         | ASIN B002ZHYKH0        |
| 屍台社區           | 宙出版                 |                            | 2014年7月25日            | ISBN 978-4-77-673799-5 |                        |
| 獻給某位爺爺的線香 |                        | 宙出版                     |                          | 2006年10月10日         | ISBN 978-4-77-672071-3 |
| 獻給某位爺爺的線香 |                        | 宙出版                     | 2013年7月29日            | ISBN 978-4-77-673558-8 |                        |
| 動物家庭           | JET                    | 宙出版                     |                          | 2006年10月10日         | ISBN 978-4-77-672071-3 |
| 動物家庭           | JET                    | 宙出版                     |                          | 2014年4月24日          | ISBN 978-4-77-673558-8 |

## 故事簡介&登場人物

### 積鬱電車
- 原題：

晚上的電車一如既往地擁擠。而在電車中，各位乘客的內心都在抒發著積存的鬱悶……
登場人物
- 河源 宏（Kawamoto Hiroshi）

電車乘客。目的地是郊外的研究所。
- 岡本 義雄（Okamoto Yoshio）

電車乘客。剛吃完自助烤肉和喝了啤酒。
- 和田 弘美（Wada Hiromi）

電車乘客。被岡本的口氣熏到而在內心不斷咒罵。
- 高須 一夫（Takasu Kazuo）

電車乘客。上班族。不想給剛上車的老婆婆讓座。
- 田所 梅（Tadokoro Ume）

電車乘客。老婆婆。埋怨沒乘客給她讓座。
- 前田 典男（Maeda Norio）

電車乘客。學生。在座位上假裝看漫畫而無視站著的老婆婆。
- 中倉 亞希（Nakakura Aki）

電車乘客。察覺到周邊乘客投來偷窺的目光。
- 佐藤 敏之（Satou Toshiyuki）

電車乘客。白領。假裝在看報紙，其實在偷看中倉的身體。
- 山本 達三（Yamamoto Tatsuzou）

電車乘客。失業人員，又因賭博輸錢，所以看不慣坐在旁邊看經濟日報的佐藤。
- 葛西 幸子（Kasai Yukiko）

電車乘客。OL。對旁邊的男乘客在看報紙上的色情內容感到深惡痛絕。
- 西田 清美（Nishida Kiyomi）

電車乘客。孕婦。認為乘客應該給孕婦讓座。
- 阿部 菊惠（Abe Kikue）

電車乘客。發福的中年婦女。
- 藤本 就子（Fujimoto Shuuko）

電車乘客。厭惡拼命擠過來坐在旁邊的阿部菊惠。
- 市原 啟介（Ichihara Keisuke）

電車乘客。
- 福島 保（Fukushima Tamotsu）

電車乘客。小孩子。吵鬧著要坐下。
- 福島 洋子（Fukushima Youko）

電車乘客。福島保的母親。認為孩子的吵鬧是可愛的表現而不加以制止。
- 濱村 精一（Hamamura Seiichi）

電車乘客。在電車上默記會議的報告內容，被福島保打擾得不能集中精神。

### 追星婆婆
- 原題：

獨居的老婆婆勝田茂子自從用鄰居送的票去看了藝人杉平健太郎的公演，自此就迷上了杉平。平素節儉的她將所有的錢都用在了門票及美容服裝方面，逐漸變成了一個病態的追星族……
登場人物
- 勝田 滋子（Katsuda Shigeko）

老婆婆。藝人杉平健太郎的瘋狂粉絲，為了追星不惜節衣縮食。
- 杉平 健太郎（Sugihira Kentarou）

歌手及演員，深受中老年婦女歡迎。本名為佐藤。

### 一徹老爹
- 原題：[1]

為了圓自己的棒球選手夢的父親從兒子勇馬小時候開始就對他進行特訓，希望他能夠成為職業棒球選手。到了勇馬長大後，棒球選秀的時期終於到來，但是……
登場人物
- 望美（Nozomi）

故事敘述者。在弟弟出生之前被迫接受父親的棒球特訓。
- 老爸（小說裡沒有提及姓名）

望美和勇馬的父親，為圓自己的棒球夢，一心要栽培勇馬成為職業棒球選手。
- 彰子（Shouko）

望美和勇馬的母親，反對丈夫揠苗助長式的訓練方法。
- 勇馬（Yuuma）

望美的弟弟，被父親從小訓練打棒球。長大後不負寄望進入學校的棒球隊，並受到球隊的關注。
- 番野（Banno）

勇馬的好友。在武骨館高中和勇馬組成投捕搭檔。之後拒絕加入職棒而去了美國。

### 逆轉同窗會
- 原題：

教師們決定舉辦一場同學會，並邀請了當年的學生一起前來相聚。聚會開始後發現當年的學生如今都以各種形式步入了社會。
登場人物
- 古澤 牧子（Furusawa Makiko）

巢春高中第十五屆教友會幹事，退休語文教師。
- 大宮 一雄（Oomiya Kazuo）

巢春高中退休語文教師。向古澤提議今年的聚會請上第十五屆的學生來參加。
- 杉本（Sugimoto）

巢春高中前理科教師。
- 新美（Niimi）

巢春高中前社會科教師，前教導主任。外號「魔鬼新美」。
- 柏崎（Kashiwazaki）

巢春高中畢業生。在花丸商事任職科長。
- 小山（Koyama）

巢春高中畢業生。在汽車製造企業任職。
- 松永（Matsunaga）

巢春高中畢業生。縣警本部的警部。
- 川島 文香（Kawashima Fumika）

巢春高中畢業生。舊姓光本。
- 本原 美佐繪（Motohara Misae）

巢春高中畢業生。舊姓幸田。
- 神田 安則（Kanda Yasunori）

巢春高中畢業生。東巢春高中的生物教師。

### 超狸貓理論
- 原題：

從小看到過狸貓的主人公，深信狸貓擁有超能力，且UFO其實就是文福茶釜。
登場人物
- 空山 一平（Sorayama Ippei）

狸貓的研究者，主張UFO就是狸貓。
- 大矢 真（Ooya Makoto）

UFO研究者。和一平意見對立。

### 無人島大相撲轉播
- 原題：

愛好相撲的主人公和女友因所坐的豪華郵輪沉沒，繼而其他遊客一起流落荒島。但因為遊客中的另一個男人有著記住所有相撲轉播節目的能力，主人公憑著收聽他轉播的相撲節目來打發在荒島的日子，後來還發展到和別人賭賽果的地步。
登場人物
- 我

公司社長。愛好是看相撲比賽。和女友一同參加豪華客輪海上之旅。
- 惠理子（Eriko）

「我」的女友。
- 德俵 莊之介（Tokudawara Shonosuke）

前電視台主播。外號是「相撲博士」，對有關相撲的一切無所不知。
- 谷町 一朗（Tanimachi Ichirou）

大型旅行社的經營者。

### 屍台社區
- 原題：

某天屍台社區裡的住戶在社區裡發現了一具屍體。為了避免命案導致社區的房價下跌，住戶於是將屍體扔到別的社區裡，沒想到之後屍體卻又被扔了回來。
登場人物
- 我

主人公。社區住戶，公司職員。
- 老婆

主人公的老婆。
- 繪理（Eri）

主人公的女兒。
- 山下（Yamashita）

主人公對面的住戶。
- 遠藤（Endou）

主人公隔壁的住戶。

### 獻給某位爺爺的線香
- 原題：[2]

一位老爺爺突然被主治醫生新島要求讓他開始寫日記。寫了幾天之後，新島醫生拜託老爺爺幫忙進行一項實驗，實驗內容竟是關於讓人返老還童的實驗……
登場人物
- 俺（Washi、Watashi、Boku）

主人公。無親無故的老人。
- 新島（Niijima）

醫生。
- 花田 廣江（Hanada Hiroe）

護士。
- 井上 千春（Inoue Chiharu）

書店的店員，夢想成為作家。

### 動物家庭
- 原題：

在主人公肇的眼中，家人們都是不同的動物。不僅如此，連班上的同學和老師也是各種各樣的動物。
登場人物
- 肇（Hajime）

中學生。在他眼中周圍的人都被看成是動物。
- 狸貓

肇的父親。有外遇。
- 狐狸犬

肇的母親。
- 鬣狗

肇的哥哥。大學生。
- 貓

肇的姐姐。高中生。
- 白狐

肇的祖母。
- 橋本（Hashimoto）

肇從小學開始的好友。
- 大鯢

肇的同學。不良學生的老大。
- 白蛇

狸貓（肇的父親）的情人。

## 戲劇
- 獻給某位爺爺的線香　2012年9月1日，「配信ドラマ」，『笑 第二笑』

導演：，主演：笹野高史、菅田將暉、宮澤佐江

## 舞台劇
主條目：獻給某位爺爺的線香
以〈獻給某位爺爺的線香〉短篇小說為基礎的舞台劇2012年4月20首演，首演地點在日本橋室町「三越日本橋本店」本館内的三越劇場演出至2012年4月28日。

## 外部連結
- （日語）怪笑小説｜集英社文庫（日本）｜BOOKNAVI｜集英社 （页面存档备份，存于）
- （简体中文）豆瓣讀書：怪笑小說 （页面存档备份，存于）